# Csatornagéb
A csatornagéb (Pomatoschistus canestrinii) a csontos halak (Osteichthyes) főosztályának a sugarasúszójú halak (Actinopterygii) osztályába, ezen belül a sügéralakúak (Perciformes) rendjébe, a gébfélék (Gobiidae) családjába és a Gobiinae alcsaládjába tartozó faj.

## Előfordulása
A csatornagéb elterjedési területe Albánia, Horvátország, Montenegró, Olaszország és Szerbia tengerpartközeli édesvizei.

## Megjelenése
A hal testhossza 4 - 5 centiméter, legfeljebb 5,5 centiméter. 34 - 38 pikkelye van a hosszanti sorban. Hasúszói tapadókoronggá módosultak és hegyesek. Ívás idején a hím oldalain, a középvonal felett 6 halvány keresztsáv látszik.

## Életmódja
Helyben maradó édesvízi halfaj, amely főként apró rákokkal, rovarlárvákkal, vízirovarokkal és kis puhatestűekkel táplálkozik.

## Szaporodása
Első életéve végén ivarérett.